# Xã Jefferson, Quận Ross, Ohio
Xã Jefferson (tiếng Anh: Jefferson Township) là một xã thuộc quận Ross, tiểu bang Ohio, Hoa Kỳ. Năm 2010, dân số của xã này là 991 người.